# Albinhac
|  | Per a altres significats, vegeu «Albinhac (Corresa)». |

Albinhac (occità) o Alvignac (francès) és un municipi francès al departament de l'Òlt (regió d'Occitània).
Testificada en la forma Alviniaco l'any 930 al «cartulari de Beaulieu». El topònim Alvignac, o Alvinhac en occità, es basa en l'antropònim llatí o romà Albinius, derivat del cognom romà Albinus. La terminació -ac prové del sufix gal -acon (el mateix del celta comú /*-āko-/), sovint llatinitzat com -acum als textos. Albiniacum fundum és el nom del domini d'Albinius.No s'ha de confondre Alvignac amb un lloc anomenat Viel Alvignac que es trobava als voltants de la borie d'Imbert al municipi de Rocamadour. (referència: «cartulari d'Obazine»).

## Demografia
| 1962                                       | 1968 | 1975 | 1982 | 1990 | 1999 | 2007 |
| ------------------------------------------ | ---- | ---- | ---- | ---- | ---- | ---- |
| 534                                        | 540  | 525  | 566  | 473  | 573  | 650  |
| Des de 1962: població sense dobles comptes |      |      |      |      |      |      |

## Administració
| Període   | Identitat               | Partit |
| --------- | ----------------------- | ------ |
| 1989-1995 | Georges Souladié        |        |
| 1995-2008 | Michel Doumerc          |        |
| 2008-     | Alfred Mathieu Terlizzi |        |